# Trematosteidae
Trematosteidae — родина плакодерм ряду Артродіри (Arthrodira). Існувала у пізньому девоні. Рештки представників родини знайдені у Німеччині.

## Роди
Родини Trematosteidae включає роди:
- Belosteus
- Brachyosteus
- Cyrtosteus
- Omalosteus[2]
- Parabelosteus
- Trematosteus